# Mörfelden-Walldorf
Mörfelden-Walldorf is een gemeente in de Duitse deelstaat Hessen, gelegen in de Kreis Groß-Gerau. De stad telt 34.799 inwoners.

## Geografie
Mörfelden-Walldorf heeft een oppervlakte van 44,16 km² en ligt in het centrum van Duitsland, iets ten westen van het geografisch middelpunt.
Ten zuiden van de plaats ligt het Langener Waldsee, zeer in trek bij dagrecreanten.

## Stedenband
De stad onderhoudt een stedenband met  Wageningen in Nederland.

## Geboren
- Dag Lerner (1960), Duits trancedj en -producer
- Sandra Schmitt (1981 - 2000), freestyleskiester

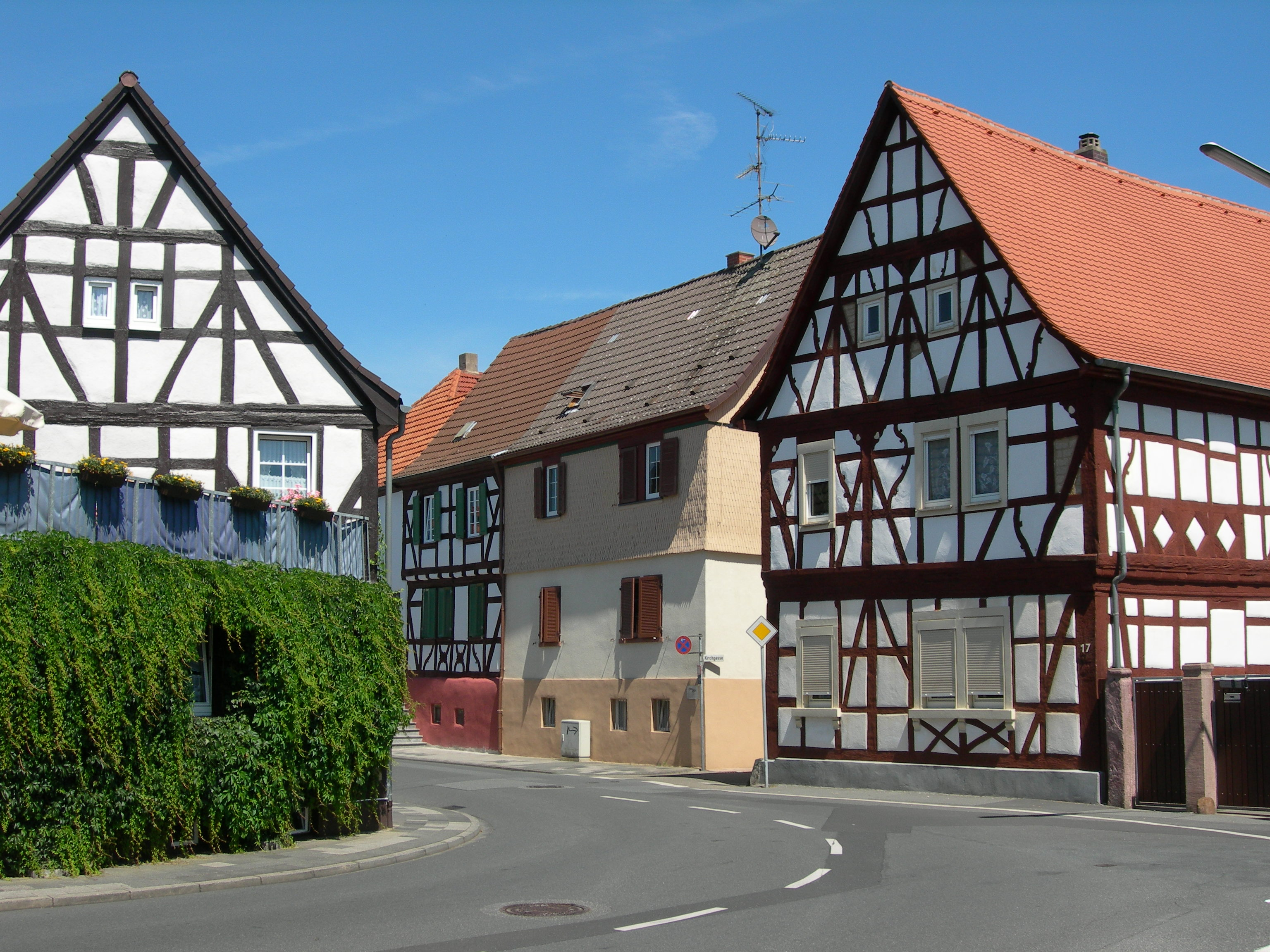
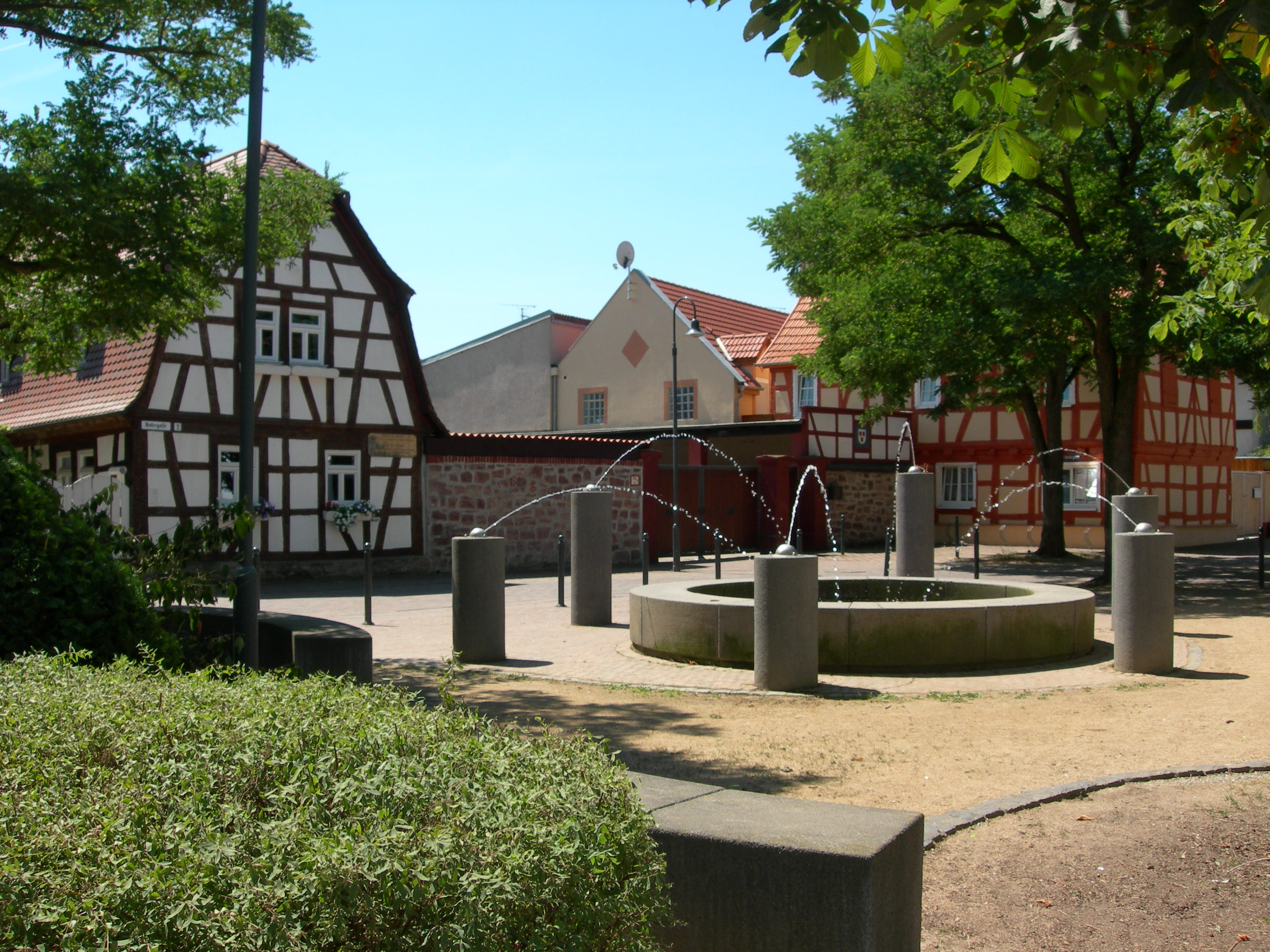
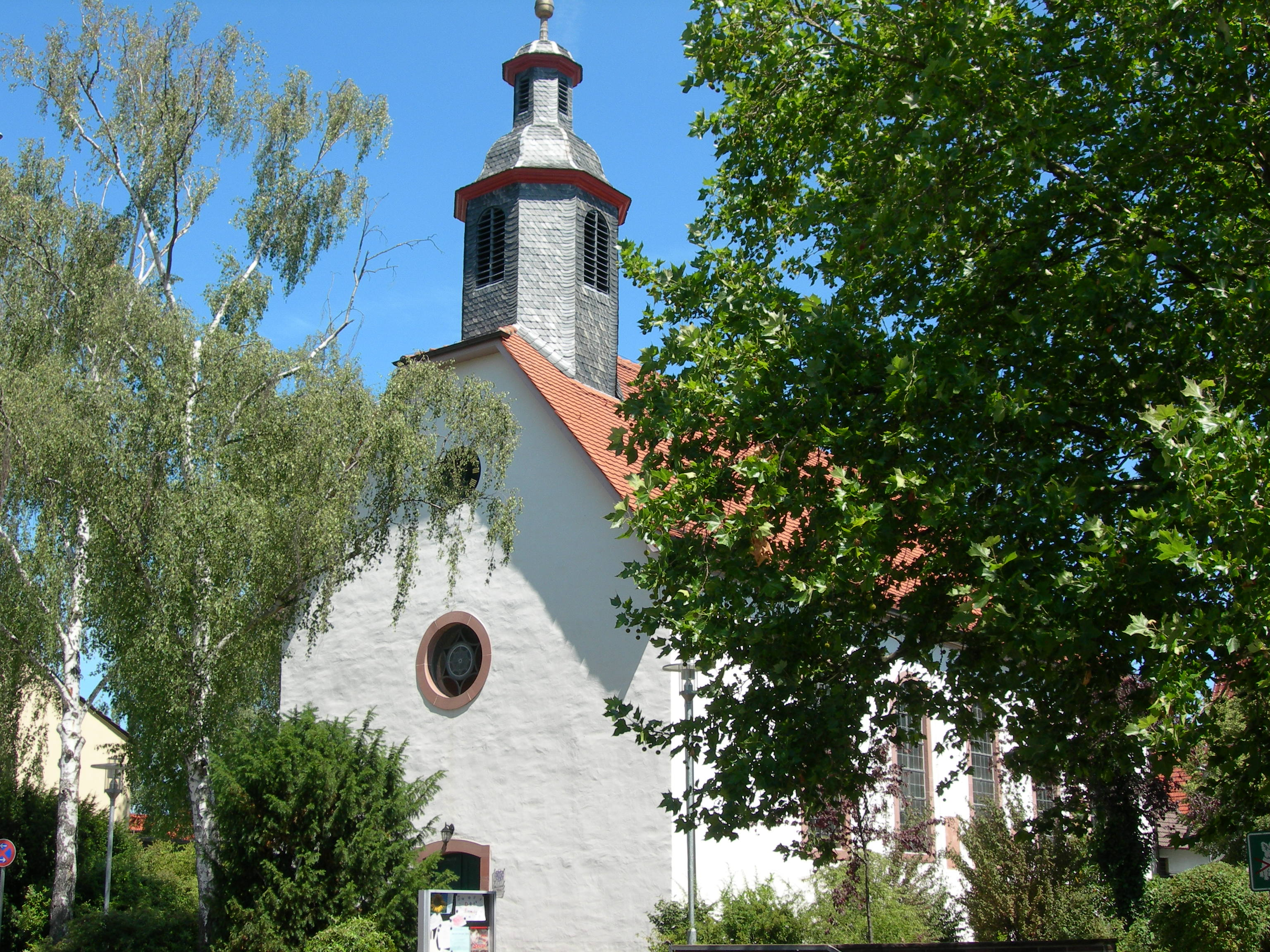
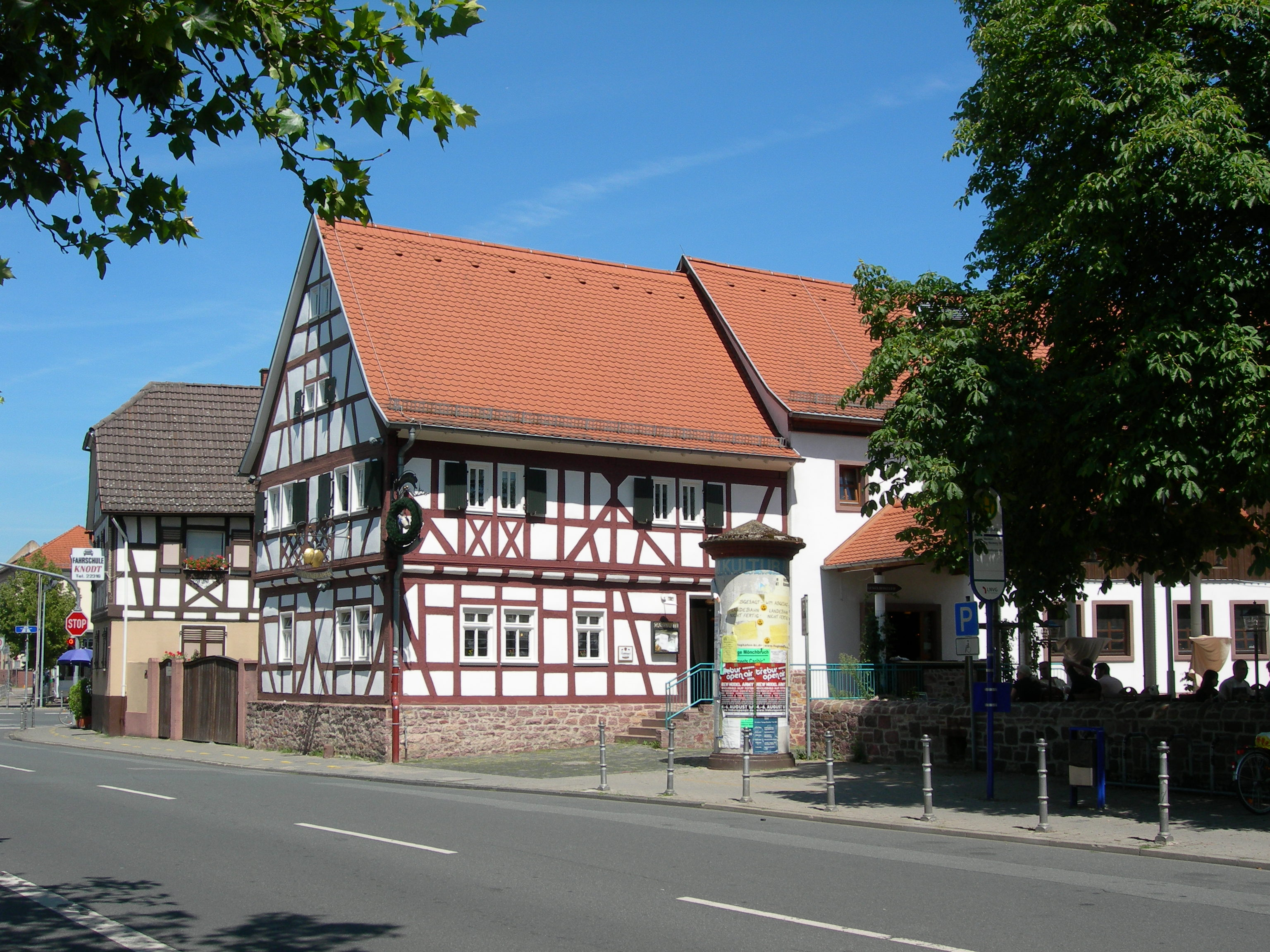

Biebesheim am Rhein ·
Bischofsheim ·
Büttelborn ·
Gernsheim ·
Ginsheim-Gustavsburg ·
Groß-Gerau ·
Kelsterbach ·
Mörfelden-Walldorf ·
Nauheim ·
Raunheim ·
Riedstadt ·
Rüsselsheim am Main ·
Stockstadt am Rhein ·
Trebur